# Paolo Marcello Brignoli
Paolo Marcello Brignoli (* 25. April 1942 in Rom; † 8. Juli 1986 in L’Aquila) war ein italienischer Arachnologe.

## Biografie
Brignoli studierte an der Universität La Sapienza und erlangte 1965 seinen Doktortitel mit einer Doktorarbeit über die Ameisenmimikry von Spinnen. 1966 erhielt er in derselben Universität den Posten eines Assistenzprofessors und ab 1974 einen eigenständigen Lehrstuhl. Wenig später übernahm er die Leitung des zoologischen Instituts der Universität L’Aquila. Anschließend wurde er Leiter der Abteilung Biologie und Dekan der Fachbereiche Mathematik, Physik und Naturgeschichte.
Brignoli widmete sich dem Studium der Spinnentiere. Er beschrieb 23 neue Gattungen und 367 neue Arten in zahlreichen faunistischen Artikeln. Im Jahre 1983 veröffentlichte er einen Anhang zum Katalog der Araneae von Carl Friedrich Roewer (1881–1963), in dem 7.000 seit 1940 entdeckte Spinnenarten aufgelistet werden.